# Caserne de Reuilly
La caserne de Reuilly est une ancienne caserne située dans le 12e arrondissement de Paris.

## Situation et accès
Elle est située dans le triangle formé par la rue de Reuilly, le boulevard Diderot et la rue Chaligny. Le site est accessible depuis la station de métro Reuilly - Diderot (lignes 1 et 8).

## Historique
En 1631, Colbert fait élever la manufacture royale de glaces de miroirs. En 1830, la manufacture royale de glaces de miroirs est transférée à Saint-Gobain, dans l'Aisne. Le site parisien est vendu à l'Armée. Les anciens bâtiments sont détruits et une caserne d'infanterie est bâtie à son emplacement.
Pendant la Seconde Guerre mondiale et l’Occupation, elle a servi de centre de mobilisation de la Milice française.
Des années 1950 à 2013, elle accueille la Compagnie de postes militaires N°1 et le Centre de tri de Paris Armées.
La décision d'inutilité de ce bâtiment pour la défense nationale est signée le 15 octobre 2013. Selon l'article 4 de ce document, « la désaffectation des locaux occupés par le centre d'information et de recrutement des forces armées de Paris prendra effet au plus tard à la date du 30 juin 2016. ». Paris Habitat, office HLM liée à la ville de Paris, acquiert le site fin 2013. Le site accueille un centre d'hébergement d'urgence et, depuis mars 2014, plusieurs associations : La Gare Expérimentale et le Jardin d'Alice, collectif d'artistes, relogés par Paris Habitat, Emmaüs, Technopole, hip-hop citoyen, le théâtre astral et le cirque Romanès. Du 22 mai au 8 juin 2014 y était organisé des portes ouverte, dans le cadre du 10e Festival des ouvertures utiles (FOU), géré par Intersquat Paris, un collectif de squats artistiques parisiens.
En 2015, une enquête publique est menée afin de construire un ensemble de 600 logements et une crèche de 66 berceaux. Le mur d'enceinte doit être démoli, ainsi que l'ancien mess, le centre de tri postal et le centre de formation et de recrutement des forces armées. Les trois bâtiments autour de la cour centrale et les pavillons d'entrée doivent en revanche être préservés. Cette cour centrale, agrandie par la destruction des constructions d'historicité très faible, est aménagée en un nouveau jardin, le jardin Martha-Desrumaux, accessible via trois nouveaux passages, le passage Emma-Calvé, le passage Marie-Rogissart et le passage Jacqueline-Giraud.
L'arrivée des premiers habitants du nouvel ensemble est annoncée et confirmée pour septembre 2019.

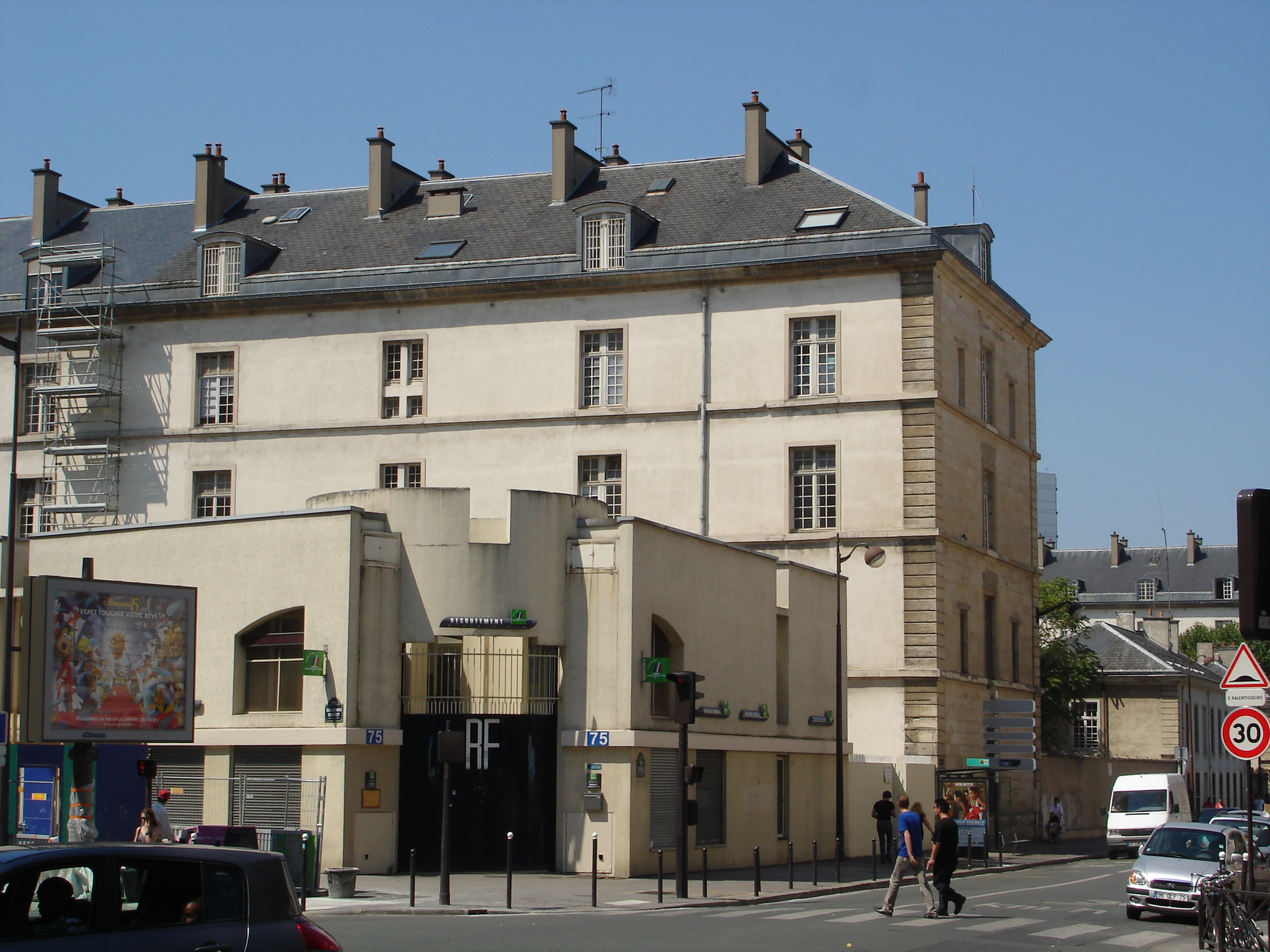
Caserne vue du carrefour Reuilly/Diderot
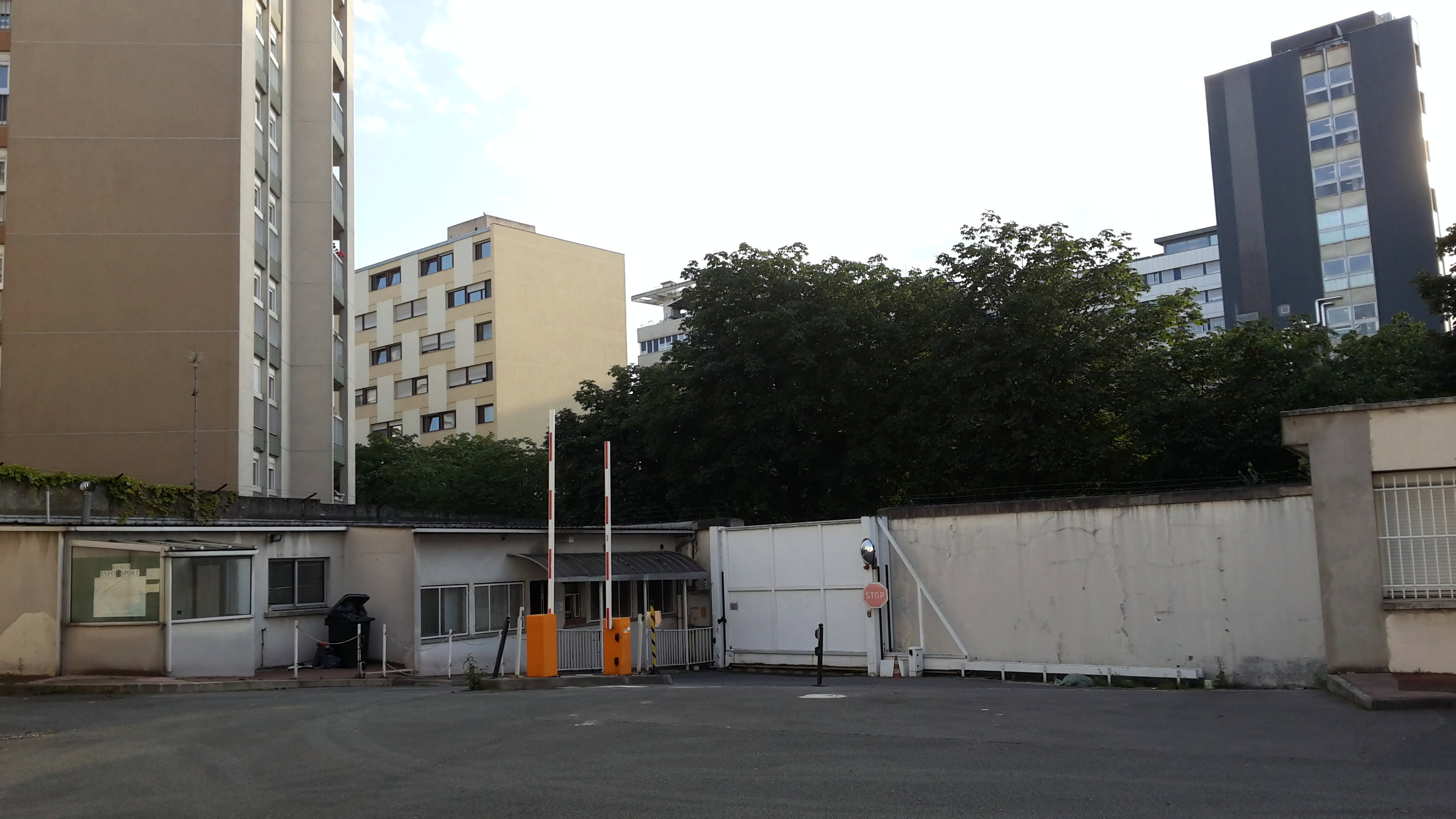
Portail de la rue de Chaligny, de l'intérieur, après désaffectation.
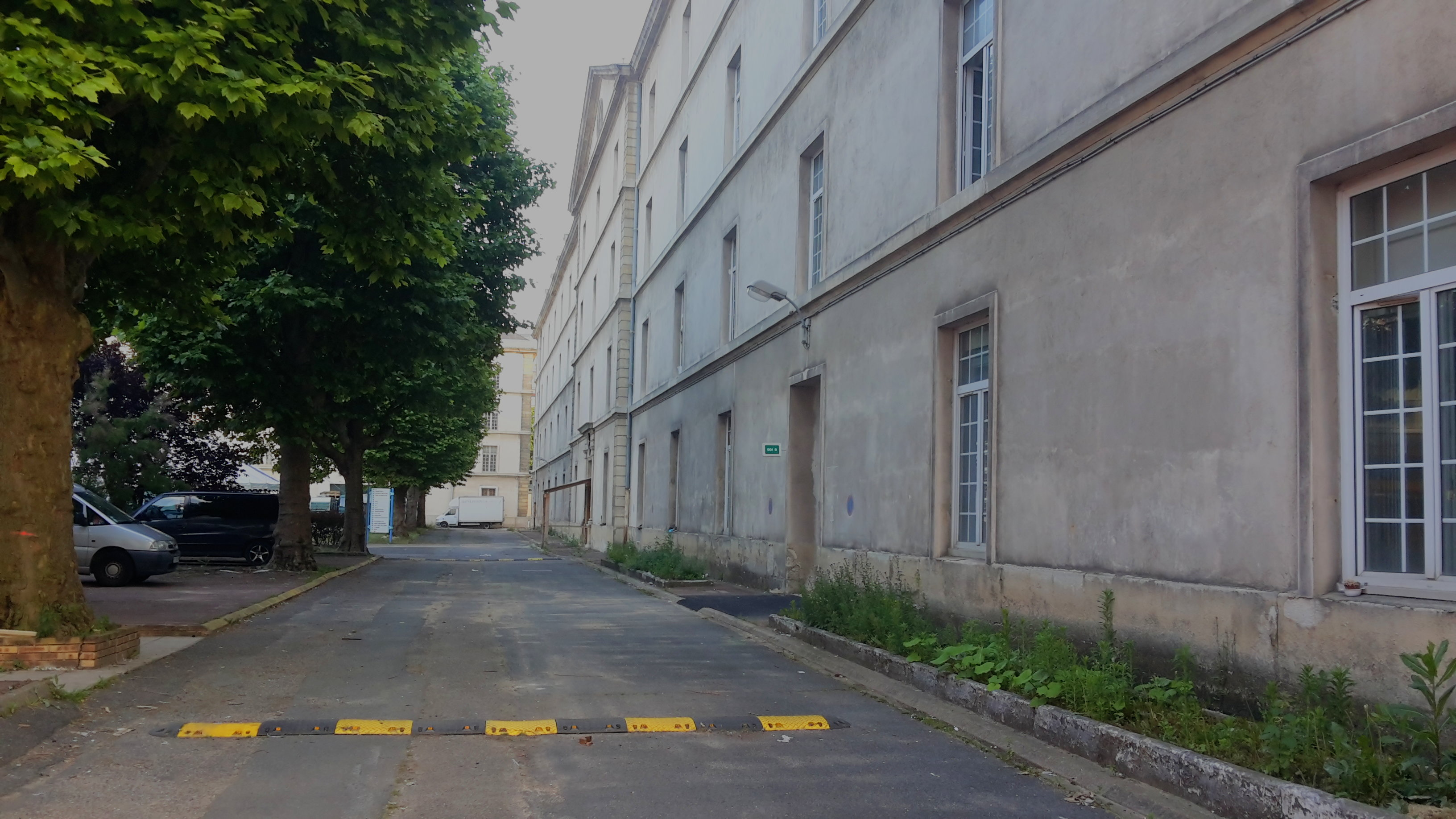
Ancien bâtiment du bureau du Service national, servant de centre d'hébergement au mouvement Emmaüs en 2014.
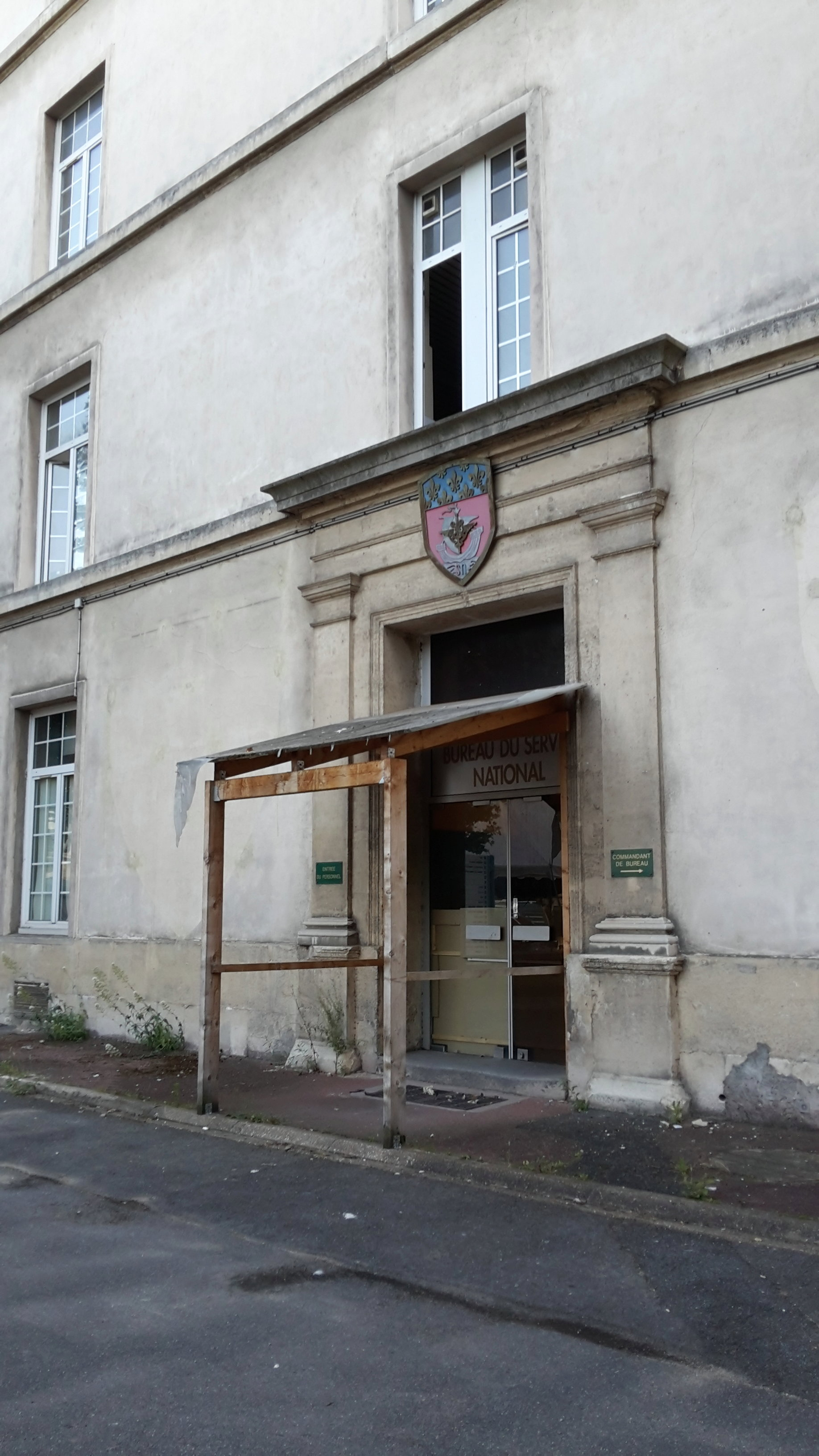
Entrée de l'ancien bureau du Service national.
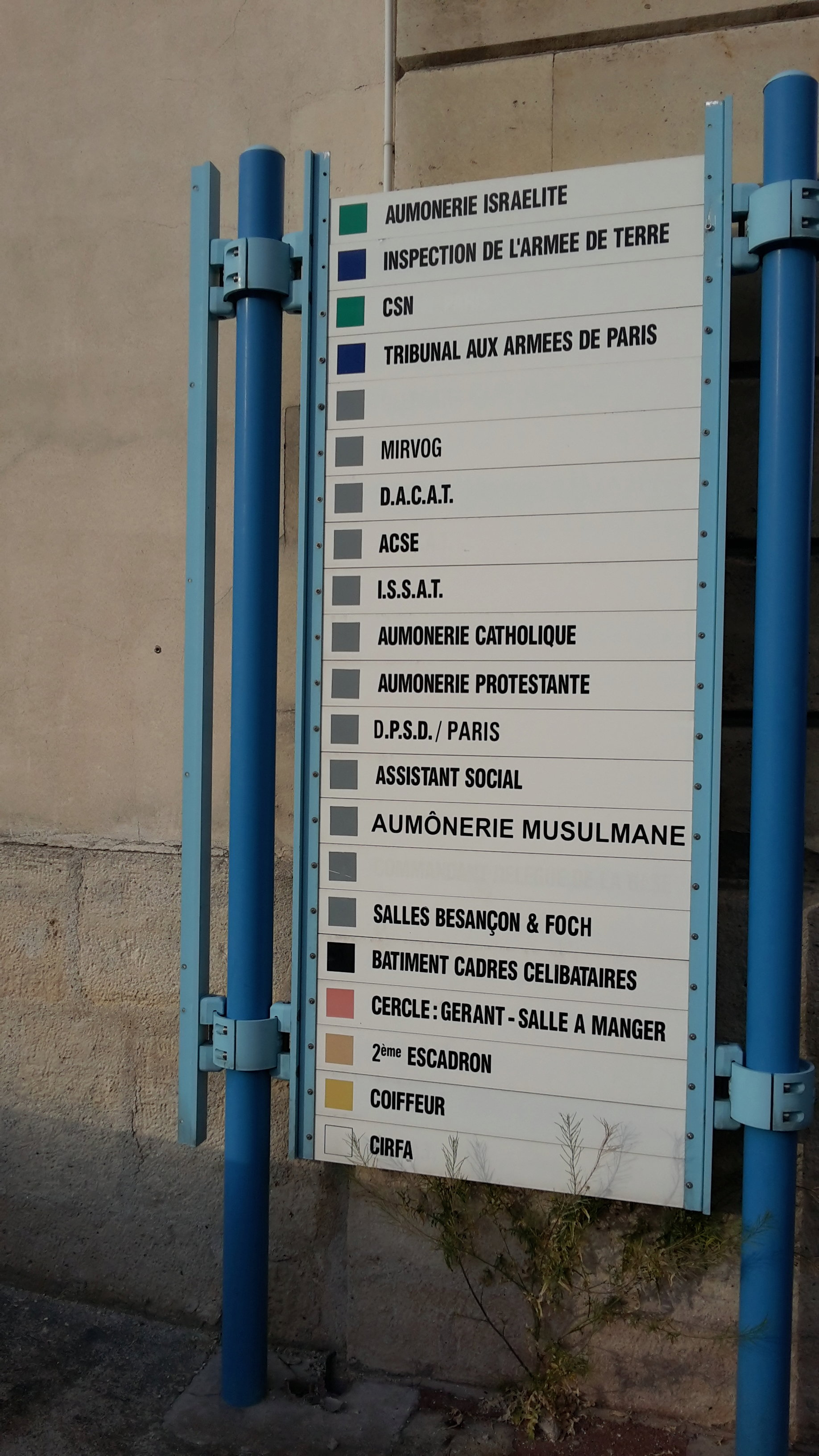
Panneau des différents services de l'ancienne caserne.
Plan de l'ancienne caserne en 2016.
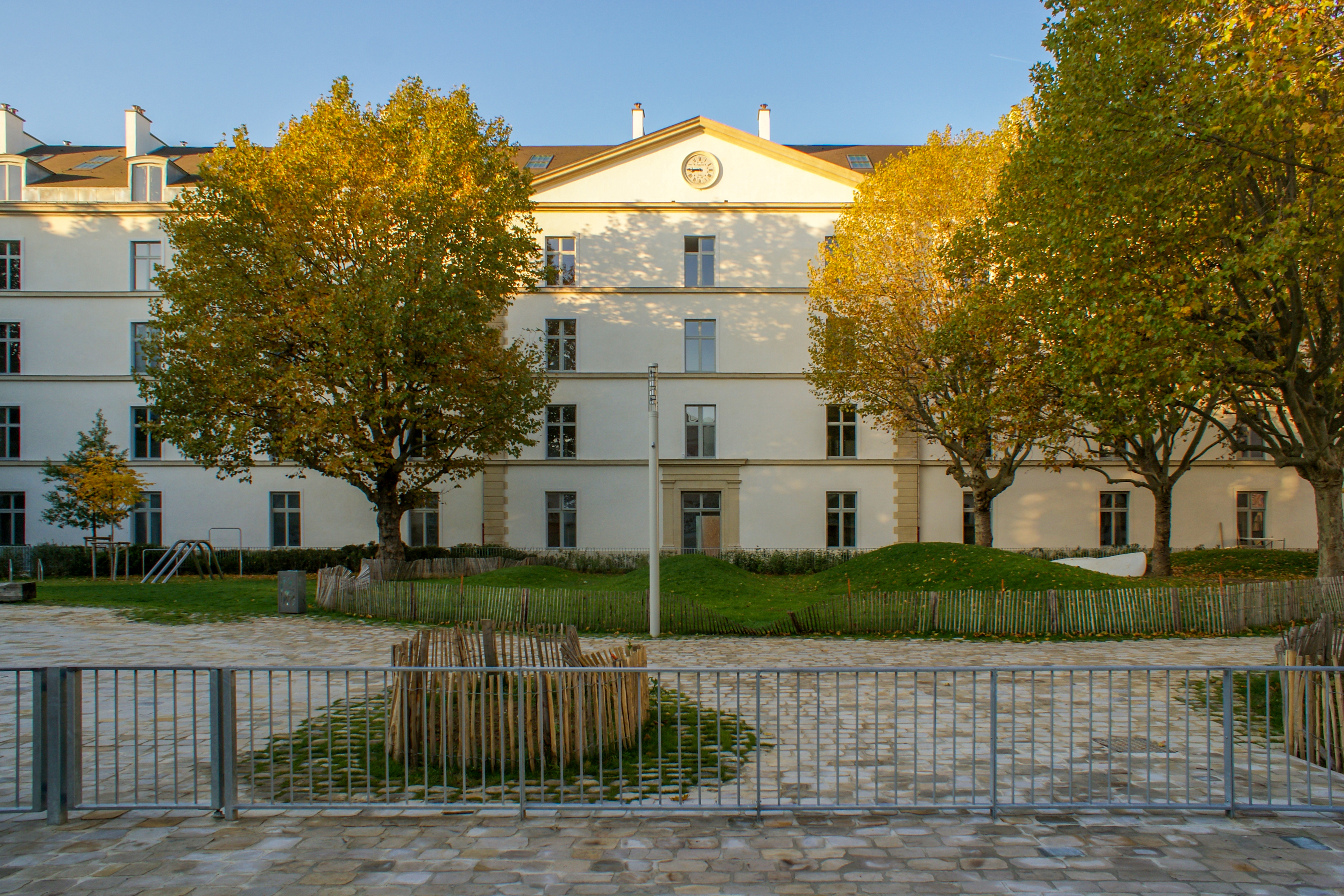
La caserne rénovée, avec le nouveau jardin Martha-Desrumaux.